# Pseudoneuroctena senilis
Pseudoneuroctena senilis är en tvåvingeart som först beskrevs av Zetterstedt 1846.  Pseudoneuroctena senilis ingår i släktet Pseudoneuroctena och familjen buskflugor. Arten är reproducerande i Sverige. Inga underarter finns listade i Catalogue of Life.